# 萨姆·格里菲思
萨姆·格里菲思（英語：Sam Griffiths，1972年5月27日—），澳大利亚男子马术运动员。他曾代表澳大利亚参加2012年和2016年夏季奥林匹克运动会马术比赛，其中2016年奥运会获得一枚铜牌。